# Gemeinderatswahlen in Niederösterreich 2015

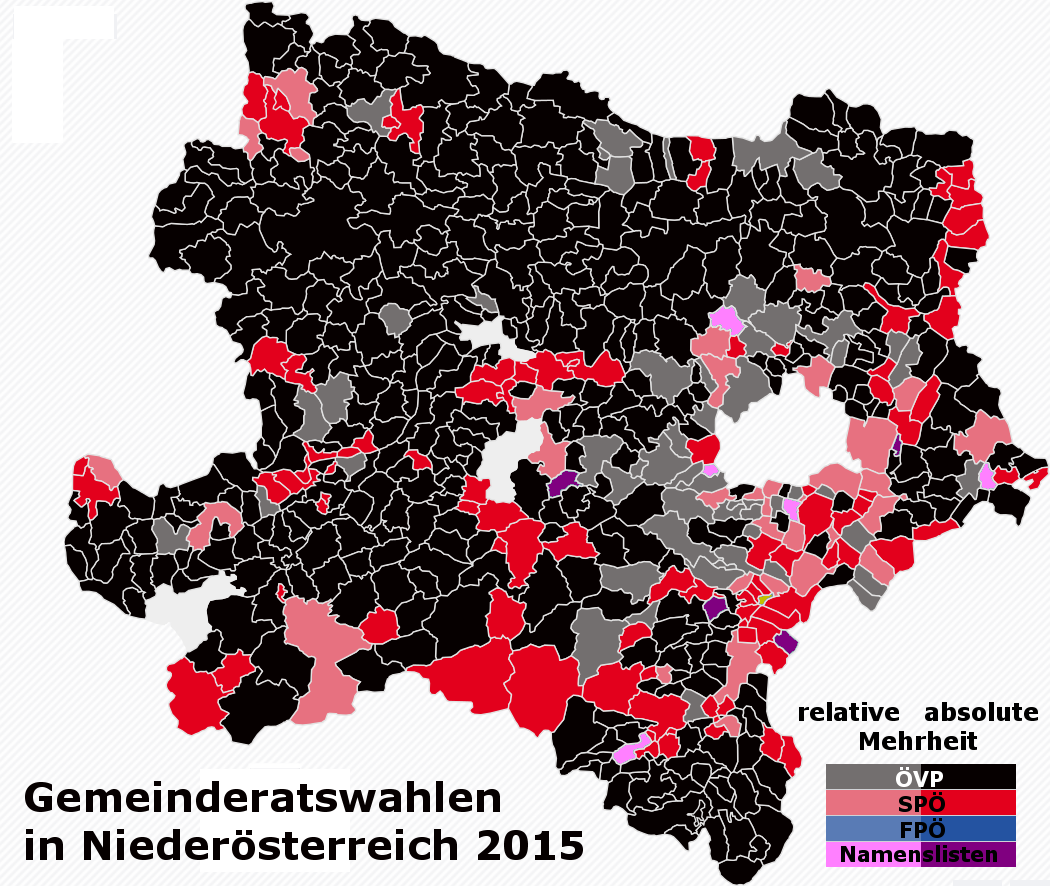
Mehrheiten in den Gemeinden nach den Gemeinderatswahlen in Niederösterreich 2015

Die Gemeinderatswahlen in Niederösterreich 2015 fanden am 25. Jänner 2015 in 569 niederösterreichischen Gemeinden sowie in der Statutarstadt Wiener Neustadt statt. Nicht gewählt wurde in den Statutarstädten St. Pölten, Krems an der Donau und Waidhofen an der Ybbs, die aufgrund ihres Statuts andere Wahltermine haben. Die Wahlen wurden nach der NÖ Gemeinderatswahlordnung 1994 (NÖ GRWO 1994) durchgeführt.
Im Gegensatz zu anderen Bundesländern wird in Niederösterreich der Bürgermeister vom Gemeinderat und nicht durch Direktwahlen gewählt.

## Wahlkalender
Vom Niederösterreichischen Landtag wurde folgender Wahlkalender beschlossen:
- 20. Oktober 2014 – Stichtag zur Wahl; das ist 75 Tage vor dem Wahltermin,
- 27. Oktober 2014 – Ende der Frist für die Ernennung Sprengelwahlleiter und deren Stellvertreter,
- 4. November 2014 – Kundmachung der Gemeindewahlbehörden,
- 10. November 2014 – Auflage der Wählerverzeichnisse und Übergabe von Abschriften an die Parteien,
- 20. November 2014 – um 16:00 Ende der Einspruchsfrist,
- 17. Dezember 2014 – um 12:00 Uhr Ende der Frist für Einbringung der Gemeindewahlvorschläge bei Gemeindewahlbehörde,
- 17. Dezember 2014 – Abschluss des Wählerverzeichnisses und Meldung der endgültigen Wahlberechtigten,
- 30. Dezember 2014 – Abschluss der Gemeindewahlvorschläge durch die Gemeindewahlbehörde,
- 15. Jänner 2015 – Festsetzung der Wahlzeit und der Wahllokale der Wahlsprengel,
- 21. Jänner 2015 – Ende für schriftliche Wahlkartenanträge,
- 23. Jänner 2015 – um 12:00 Uhr Ende für mündliche Wahlkartenanträge,
- 25. Jänner 2015 – Wahltag
- 26. Jänner 2015 – spätester Termin für die Kundmachung des Wahlergebnisses,
- 8. Februar 2015 – Ende der Einspruchsfrist bei der Landeswahlbehörde,
- 10. Februar 2015 – frühester Termin für die konstituierende Sitzung des Gemeinderates mit Angelobung der Wahlwerber, Wahl des Bürgermeisters und Gemeindevorstandes,
- 10. März 2015 – letzter Termin für die konstituierende Sitzung des Gemeinderates mit Angelobung der Wahlwerber, Wahl des Bürgermeisters und Gemeindevorstandes.

## Ausgangslage
Der frühe Wahltermin war bereits eine Überraschung, denn bisher wurde traditionell immer im März gewählt. Als Hauptargument dafür wurde von den beiden Landeshauptmannstellvertretern Wolfgang Sobotka (ÖVP) und Karin Renner (SPÖ) sowie von den Präsidenten der Gemeindevertreterverbände, Alfred Riedl (ÖVP) und Rupert Dworak (SPÖ) ein kurzer und sparsamer Wahlkampf ins Treffen geführt. Der Wahltermin wurde vom Niederösterreichischen Landtag am 9. September 2014 beschlossen.
Während die ÖVP in allen 570 Gemeinden antreten wird, sind es bei der SPÖ nur 558 Kommunen. Die FPÖ kandidiert in 341, die Grünen in 126 und die Neos in 43 Gemeinden. Insgesamt 247 Namenslisten werben ebenfalls um die Wähler. Das Team Stronach beteiligt sich nicht an der Wahl.
Vor den Gemeinderatswahlen 2015 zählt Niederösterreich 523 männliche und nur 50 weibliche Bürgermeister. Der Frauenanteil beträgt somit nicht einmal 10 Prozent. Laxenburg war die erste Gemeinde Niederösterreichs, die 1985 eine Frau als Bürgermeisterin gewählt hat; die damals 60-jährige Elisabeth Mosser bekleidete dieses Amt. Nach Parteiangehörigkeit stehen als Bürgermeister 426 ÖVP-Mitglieder 132 SPÖ-Mitgliedern gegenüber. Weitere 15 entfallen auf Namenslisten. Die ältesten Bürgermeister sind Horst Schröttner (ÖVP, Semmering) und Franz Wieser (ÖVP, Bergland) mit jeweils 74 Jahren. Jüngster Bürgermeister ist der 29-jährige Andreas Beer (SPÖ, Gmünd). Am längsten im Amt ist Karl Latschenberger (ÖVP), der seit 31 Jahren als Bürgermeister der Gemeinde Biberbach vorsteht.

## Wahlrecht

### Wahlberechtigung
Wahlberechtigt ist jeder österreichische Staatsbürger und jeder Staatsangehörige eines anderen Mitgliedstaates der Europäischen Union, der spätestens am Wahltag das 16. Lebensjahr vollendet hat, vom Wahlrecht nicht ausgeschlossen ist und in der Gemeinde seinen ordentlichen Wohnsitz hat.
Insgesamt sind 1.519.490 Personen wahlberechtigt, davon 786.086 Frauen und 733.404 Männer. Dies entspricht einer Zunahme von 52.405 Personen.
Wie schon bei den letzten Gemeinderatswahlen kam auch diesmal wieder Kritik darüber auf, dass in Niederösterreich Wähler nicht nur in ihrem Hauptwohnsitz wahlberechtigt sind, sondern auch am Nebenwohnsitz und dass dadurch die Wahlergebnisse verzerrt werden. Dieser „Wahltourismus“ ist seit der Neufassung der NÖ-Gemeinderatswahlordnung im Jahr 1994 möglich. Dadurch ergibt sich die Besonderheit, dass bei den aktuellen Gemeinderatswahlen 307.741 Menschen mehr stimmberechtigt sind, als vergleichsweise bei den Nationalratswahlen 2013. Die Anzahl der Nebenwohnsitzer beträgt etwa 20 Prozent und ist damit höher als das Burgenland Einwohner hat.
Diese Tatsache sorgte bereits im Vorfeld der Wahl für es ein heftiges Gerangel um die Wählerverzeichnisse. Das Landesverwaltungsgericht musste binnen nur zwei Tagen 431 Beschwerden gegen 19 Gemeindewahlbehörden behandeln. In der Hälfte der Verfahren mussten Streichungen vorgenommen werden, hauptsächlich weil der ordentliche Wohnsitz in der jeweiligen Gemeinde nicht nachgewiesen werden konnte.

### Wählbarkeit
Das passive Wahlrecht bei der Gemeinderatswahl hatten all jene Personen, die aktiv wahlberechtigt waren und spätestens am Wahltag das 18. Lebensjahr vollendeten.
Während in 45 Gemeinden aufgrund des Bevölkerungszuwachses mehr Mandate vergeben wurden, waren es in 23 Gemeinden weniger Mandate. Die Gesamtzahl der zu vergebenden Mandate erhöht sich gegenüber 2010 um 56 auf nunmehr 11.725 Mandate.

## Wer wird gewählt?

### Gemeinderat
Gewählt wird bei den Gemeinderatswahlen in Niederösterreich ausschließlich die Gemeinderäte einer Gemeinde. Diese werden nach folgendem Schlüssel ermittelt:
- Die in der Gemeinde zu besetzenden Gemeinderatsmandate sind auf die Parteien nach der Wahlzahl aufzuteilen. Die Wahlzahl ist nach den folgenden Bestimmungen zu ermitteln:
- Die Parteisummen sind, nach ihrer Größe geordnet, nebeneinander aufzuschreiben. Unter jede Parteisumme ist die Hälfte, darunter das Drittel, das Viertel, das Fünftel, das Sechstel und so weiter zu schreiben. Bei diesen Teilungen sind auch Dezimalzahlen zu berücksichtigen und anzuschreiben.
- Die Parteisummen und die gemäß vorstehenden Ausführungen ermittelten Zahlen werden nach ihrer Größe geordnet, wobei mit der größten Parteisumme begonnen wird.
- Als Wahlzahl gilt die Zahl, welche in der Reihe die sovielte ist, als die Zahl der zu vergebenden Gemeinderatsmandate beträgt.
- Jede Partei erhält so viele Sitze, als die Wahlzahl in ihrer Parteisumme enthalten ist.
- Wenn nach dieser Rechnung zwei Parteien oder mehrere Parteien auf das letzte zur Verteilung gelangende Mandat denselben Anspruch haben, so entscheidet zwischen ihnen das Los.

### Größe des Gemeinderats
Der Gemeinderat besteht in Gemeinden bis 500 Einwohner aus 13 Mitgliedern, bis 1.000 Einwohner aus 15 Mitgliedern, bis 2.000 Einwohner aus 19 Mitgliedern, bis 3.000 Einwohner aus 21 Mitgliedern, bis 4.000 Einwohner aus 23 Mitgliedern, bis 5.000 Einwohner aus 25 Mitgliedern, bis 7.000 Einwohner aus 29 Mitgliedern, bis 10.000 Einwohner aus 33 Mitgliedern, bis 20.000 Einwohner aus 37 Mitgliedern, bis 30.000 Einwohner aus 41 Mitgliedern und bei mehr als 30.000 Einwohnern aus 45 Mitgliedern.

## Nicht gewählt werden

### Bürgermeister
Der Bürgermeister wird in Niederösterreich vom Gemeinderat gewählt.

### Gemeindevorstand
Der Gemeindevorstand besteht aus den Vizebürgermeistern und den geschäftsführenden Gemeinderäten. In Stadtgemeinden führen der Gemeindevorstand und die
geschäftsführenden Gemeinderäte die Bezeichnung Stadtrat. In Gemeinden mit über 2.000 Einwohnern kann der Gemeinderat beschließen, dass ein zweiter Vizebürgermeister zu wählen ist. In Gemeinden mit über 10.000 Einwohnern kann der Gemeinderat beschließen, dass auch ein dritter Vizebürgermeister zu wählen ist.
Die Anzahl der Mitglieder des Gemeindevorstandes darf höchstens ein Drittel der Zahl der Gemeinderäte betragen. Die Mindestanzahl beträgt in Gemeinden bis 1.000 Einwohner 4 Mitglieder, bis 5.000 Einwohner 5 Mitglieder, bis 7.000 Einwohner 6 Mitglieder, bis 10.000 Einwohner 7 Mitglieder, bis 20.000 Einwohner 8 Mitglieder und bei mehr als 20.000 Einwohnern 9 Mitglieder.

### Ortsvorsteher
Wenn dies aus geographischen oder wirtschaftlichen Gründen zweckmäßig ist, kann der Gemeinderat den Verwaltungssprengel des Gemeindegebietes unterteilen (Ortsteile). Für jeden Ortsteil kann der Gemeinderat auf Vorschlag des Bürgermeisters einen Ortsvorsteher auf die Dauer der Funktionsperiode des Gemeindevorstandes bestellen, wobei nur Gemeindemitglieder bestellt werden können, die das passive Wahlrecht zum Gemeinderat besitzen und ihren Hauptwohnsitz in dem Ortsteil haben, für den sie bestellt werden sollen. Nach Möglichkeit soll ein im betreffenden Ortsteil wohnhafter Gemeinderat bestellt werden.

## Vorläufiges Landesergebnis

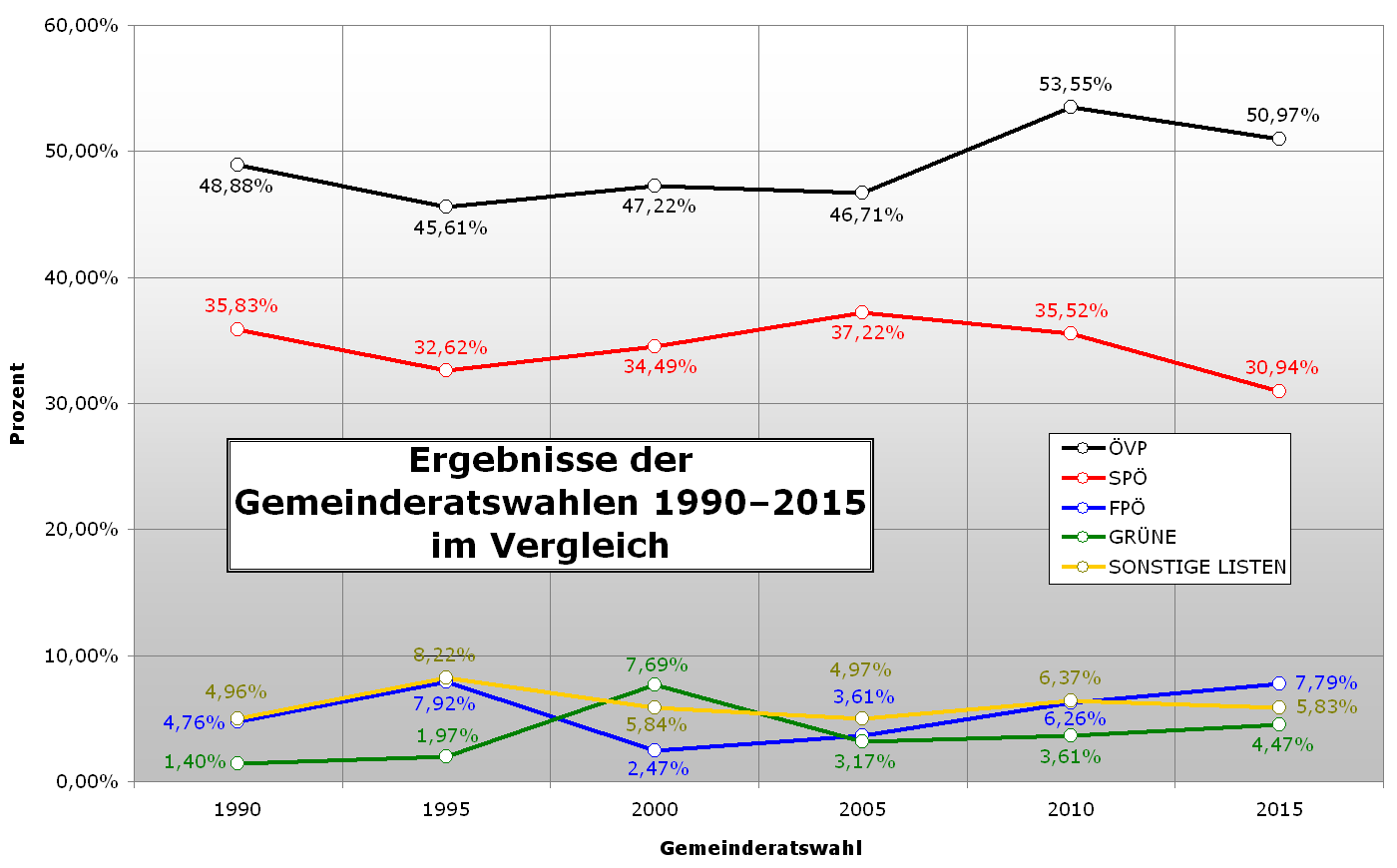
Wahlergebnisse der Gemeinderatswahlen in Niederösterreich von 1990 bis 2015

| Partei              | GRW 2015 Stand: 4. März 2015 | GRW 2015 Stand: 4. März 2015 | GRW 2015 Stand: 4. März 2015 | GRW 2015 Stand: 4. März 2015 |                  | GRW 2010 inkl. Nachwahlen | GRW 2010 inkl. Nachwahlen | GRW 2010 inkl. Nachwahlen |       | Differenz | Differenz | Differenz |
| Partei              | Stimmen                      | %                            | Mandate                      | %                            | Stimmen          | %                         | Mandate                   | Stimmen                   | %     | Mandate   |           |           |
| ------------------- | ---------------------------- | ---------------------------- | ---------------------------- | ---------------------------- | ---------------- | ------------------------- | ------------------------- | ------------------------- | ----- | --------- | --------- | --------- |
| wahlberechtigt      | 1.519.489                    | —                            | —                            | —                            | 1.467.130        | —                         | —                         | +52.359                   | —     | —         |           |           |
|                     |                              |                              |                              |                              |                  |                           |                           |                           |       |           |           |           |
| abgegeben gesamt    | 1.000.156                    | 65,82                        | 11.725                       | —                            | 1.050.510        | 71,60                     | 11.669                    | +50.354                   | −5,78 | +056      |           |           |
| ungültig            | 023.042                      | 02,31                        | —                            | —                            | 0021.494         | 02,05                     | —                         | +01.548                   | —     | —         |           |           |
| gültig              | 977.114                      | 97,69                        | —                            | —                            | 1.029.016        | 97,95                     | —                         | −51.902                   | −0,25 | —         |           |           |
| davon entfielen auf |                              |                              |                              |                              |                  |                           |                           |                           |       |           |           |           |
| ÖVP und Listen      | 491.310                      | 50,28                        | 6697                         | 57,54                        | 523.201          | 50,84                     | 6672                      | −31.891                   | −0.56 | +025      |           |           |
| SPÖ und Listen      | 302.672                      | 30,98                        | 3472                         | 29,54                        | 347.085          | 33,73                     | 3727                      | −44.413                   | −2,75 | −255      |           |           |
| FPÖ und Listen      | 075.594                      | 07,74                        | 0669                         | 05,78                        | 061.204          | 5,95                      | 0477                      | +14.390                   | +1,79 | +192      |           |           |
| GRÜNE und Listen    | 043.710                      | 04,47                        | 0307                         | 02,62                        | 035.239          | 3,42                      | 0210                      | +08.471                   | +1,05 | +097      |           |           |
| NEOS und Listen     | 008.687                      | 00,89                        | 0036                         | 00,31                        | nicht kandidiert | nicht kandidiert          | nicht kandidiert          | +08.687                   | +0,89 | +036      |           |           |
| sonstige Listen     | 055.141                      | 05,54                        | 0544                         | 04,21                        | 062.287          | 6,05                      | 0583                      | −07.146                   | −0,41 | −039      |           |           |

### Detailergebnisse der Gemeinden
Die detaillierten Ergebnisse aller Gemeinden in Niederösterreich sind in der Tabelle Politische Verhältnisse nach den Gemeinderatswahlen in Niederösterreich 2015 zu finden.

### Wahlbeteiligung

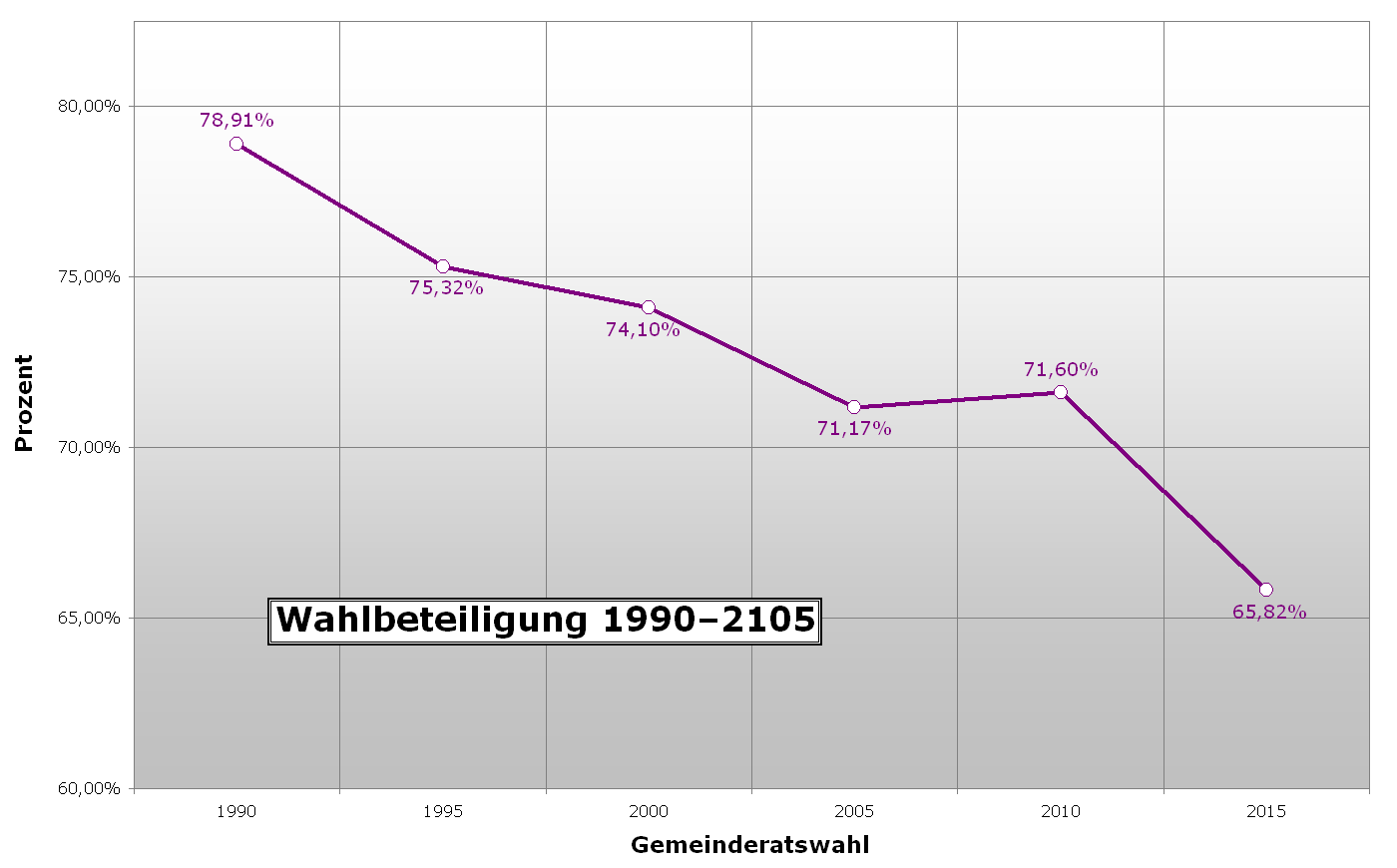
Wahlbeteiligung bei Gemeinderatswahlen in Niederösterreich von 1990 bis 2015

Die allgemeine Wahlbeteiligung war 2015 weiter rückläufig. Mit nur 65,82 Prozent gingen nicht einmal zwei Drittel der Berechtigten zur Wahl. Damit blieb man deutlich hinter 2010 mit 71,60 Prozent zurück. 2005 lag sie bei 71,17 Prozent, 2000 bei 74,10 Prozent, 1995 bei 75,32 Prozent und 1990 bei 78,90 Prozent.
Die höchste Wahlbeteiligung war in St. Georgen am Reith mit 94,86 Prozent zu verzeichnen. Auf über 90 Prozent konnten weiters Großhofen (93,18) und Altendorf (90,32) verweisen.
Die geringste Wahlbeteiligung gab es in Semmering, wo nur 43,98 Prozent der Berechtigten zur Wahl gingen. Unter 50 Prozent blieben weiters Schwechat (48,68), Mödling (48,95), Strasshof an der Nordbahn (49,55), Pressbaum (49,89) und Vösendorf (49,90).

### Einsprüche
Insgesamt hat es nach den Wahlen in 15 Gemeinden 16 Einsprüche und Wahlanfechtungen gegeben, die am 4. März von der Landeshauptwahlbehörde behandelt wurden. Ein Einspruch wurde wieder zurückgezogen.
Dennoch handelt es sich bei vorstehendem Ergebnis nur um ein vorläufiges, da noch einige Wahlwiederholungen ausständig sind.
Einsprüche gab es auch seitens einiges Listen wie Gemeinsam für Fischamend in Fischamend, Liste Flammer in Bad Vöslau, die Liste Zukunft Leobersdorf in Leobersdorf oder die Unabhängige Bürgerliste in Hinterbrühl. Die Landeshauptwahlbehörde hatte alle diese Listen der ÖVP zugeordnet. „Am Wahltag wurden zahlreiche Bürgerlisten-Stimmen automatisch und ohne die Betroffenen zu informieren oder gar zu fragen, der ÖVP zugerechnet weil um 19 Uhr für die Fernsehberichterstattung das Ergebnis passen musste. Seither wird mit den Stimmen, die die Listen von den Wählern erhalten haben, hin und her jongliert…“, kritisierte der Landesgeschäftsführer der SPÖ-Niederösterreich Robert Laimer.
Tatsächlich musste am 4. März 2015 das Ergebnis der Wahlen von der Landeshauptwahlbehörde korrigiert werden. Demnach hat die ÖVP nunmehr keinen Zugewinn von 0,12 Prozent, sondern ein Minus von 0,56 Prozent. Bei den Mandaten beträgt der Gewinn nicht 74, sondern nur 25 Sitze. Auch die SPÖ hat nun um 0,04 Prozent und 8 Mandate weniger aufzuweisen. Bei der FPÖ beträgt durch die korrigierten Ergebnisse das Minus 0,06 Prozent und 9 Mandate. Keine Korrekturen gab es bei den Grünen und den NEOS. Großer Gewinner durch die Korrekturen waren die Listen, deren Verluste sich dadurch um 0,80 Prozent und 50 Mandate verringerte.
Der Einspruch aus Ziersdorf wurde aus formalen Gründen zurückgewiesen, weil er zu spät eingebracht wurde. Alle weiteren Einsprüche aus Bad Vöslau (vermeintlich falsche Zuordnung der Vorzugsstimmen), Gablitz (vermeintliche Ungereimtheiten bei der Auszählung), Gaweinstal (vermeintlich falsche Auswertung des Wahlergebnisses), Neusiedl an der Zaya (angebliche Nichtausgabe amtlicher Stimmzettel in zwei Sprengeln), Haslau-Maria Ellend (Einspruch der FPÖ wegen Nichtzulassung zur Wahl), Pöchlarn (vermeintlich unrichtige Auszählung) und Wolkersdorf (vermeintlich falsche Auswertung der Briefwahlstimmen) wurden zurückgewiesen. Den Einsprüchen aus Baden (vermeintlich falsche Auszählung bestimmter Sprengel), Neudorf bei Staatz (Einspruch der FPÖ wegen Nichtzulassung zur Wahl), Waidhofen an der Thaya (vermeintlich falsche Zuordnung der Vorzugsstimmen) wurde nicht stattgegeben.

### Wahlwiederholungen
In Leitzersdorf musste die gesamte Wahl wiederholt werden, weil eine Partei nicht zur Kandidatur zugelassen wurde.
In einzelnen Wahlkreisen musste die Wahl in Göpfritz an der Wild (wo einige Stimmzettel aus dem Jahr 2010 abgegeben wurden) und in Drasenhofen (teilweise keine amtlichen Stimmzettel ausgehändigt) wiederholt werden.
Die Wahlwiederholungen fanden am 26. April 2015 statt.

## Gemeindeergebnisse

### ÖVP und ÖVP-Listen
In Aderklaa, Höflein, Parbasdorf und Moorbad Harbach erreichte die ÖVP 100 Prozent der Stimmen. Während dies in Aderklaa und Parbasdorf zu erwarten war, trat in Höflein die SPÖ, die 5 Mandate gehalten hatte, nicht mehr an. In Moorbad Harbach verzichteten mit der SPÖ (zuvor 5 Mandate) und der Unabhängigen Bürgerliste (zuvor 2 Mandate) gleich zwei Kontrahenten auf die Kandidatur. In Altendorf kam die ÖVP auf 94,29 Prozent, was aber reichte, der SPÖ das letzte verbliebene Mandat abzunehmen. Anders verlief es in St. Bernhard-Frauenhofen, wo die bisher allein regierende ÖVP „nur“ mehr auf 92,51 Prozent kam und damit ein Mandat an die SPÖ, die bisher nicht im Gemeinderat vertreten war, abgeben musste.
Den geringsten Stimmenanteil erzielte die ÖVP mit 6,94 Prozent in Trumau und verlor dadurch 3 Mandate. Damit ist nur mehr mit einem Mandat im Gemeinderat vertreten. In Strasshof an der Nordbahn verbuchte die ÖVP nur 7,95 Prozent (minus 1 Mandat) und fiel damit noch hinter die Liste Für Strasshof – Dr. Ebhart und die FPÖ zurück. Auch in Ebenfurth verbuchte die ÖVP nur magere 8,32 Prozent und verlor 2 Mandate, womit sie von der neu kandidierenden FPÖ überholt wurde. Ebenfalls von der FPÖ überholt wurde die ÖVP mit nur 8,59 Prozent in Traiskirchen, womit sie nur mehr 3 von 37 Sitzen hat. Mit weniger als zehn Prozent der Stimmen musste sich die ÖVP weiters in Zillingdorf (8,83), Wimpassing im Schwarzatale (8,94) und Eggendorf (9,84).
In insgesamt 434 Gemeinden (76 Prozent) ist die ÖVP stimmenstärkste Partei. 2010 waren es 426 Gemeinden gewesen. 1.057.870 Personen (Volkszählung 2011) oder 69,27 % werden von einem ÖVP-Bürgermeister regiert werden.

### SPÖ und SPÖ-Listen
Den höchsten Stimmenanteil erreichte die SPÖ in Klein-Neusiedl mit 85,82 Prozent, gefolgt von Ebenfurth mit 81,56 Prozent, konnte aber in beiden Gemeinden keinen Mandatsgewinn verzeichnen. In Rabensburg kam die SPÖ auf 80,58 Prozent und nahm damit der ÖVP ein Mandat ab. In Günselsdorf verzeichnete die SPÖ 80,28 Prozent und den Gewinn von 2 Mandaten zu Lasten der ÖVP und der Freien Bürgerliste, die nicht mehr zur Wahl antraten. In Brand-Nagelberg kam die SPÖ auf 80,04 Prozent und den Gewinn eines Mandats von der ÖVP.
Den geringsten Stimmenanteil erreichte die SPÖ in Au am Leithaberge mit 3,70 Prozent, womit sie im Gemeinderat nicht mehr vertreten ist. In Großmugl konnte die SPÖ mit 4,35 Prozent neuerlich nicht der Sprung in den Gemeinderat schaffen. Ebenfalls unter zehn Prozent blieb die SPÖ in Würmla (4,98), Maria Enzersdorf (5,56 / −1 Mandat), Sallingberg (5,68 / +1 Mandat), Altendorf (5,71 / −1 Mandat), Japons (5,98 / −1 Mandat), Wolfsgraben (6,45 / −1 Mandat), Hinterbrühl (6,73 / −2 Mandate), Furth an der Triesting (6,75), St. Bernhard-Frauenhofen (7,49), Drosendorf-Zissersdorf (7,71), Kasten bei Böheimkirchen (7,85 / −1 Mandat), Allentsteig (8,31 / −2 Mandate), Maria-Anzbach (8,43 / −1 Mandat), Bad Traunstein (8,68), Dobersberg (8,73 / −1 Mandat), Sierndorf (8,86 / −1 Mandat), Röhrenbach (8,87 / +1 Mandat, neu im Gemeinderat), Waldenstein (8,91), Michelbach (9,05), Schweiggers (9,08 / −1 Mandat), Perschling (9,34), Pernegg (9,37), Hürm (9,45 / −1 Mandat), Asperhofen (9,57), Ruprechtshofen (9,59), Drasenhofen (9,68) und Ottenschlag (9,72 / −1 Mandat).
Die SPÖ wurde in 126 Gemeinden (22 Prozent) stimmenstärkste Partei. 2010 hielt sie noch 137 Gemeinden die Mehrheit. Allerdings musste die SPÖ in 21 Gemeinden die absolute Mehrheit abgeben. 448.478 der Einwohner (Volkszählung 2011) oder 29,37 % haben einen SPÖ-Bürgermeister.

### FPÖ und FPÖ-Listen
Den höchsten Stimmenanteil erzielte die FPÖ in St. Corona am Wechsel mit 34,45 Prozent, was den Gewinn eines Mandats zu Lasten der ÖVP bedeutete. Der Stimmenanteil vergrößerte sich dadurch um 10,53 Prozent. In Obritzberg-Rust kam die FPÖ-nahe Liste Plattform wir für unsere Gemeinde (WIR) auf 33,87 Prozent und gewann damit 2 Mandate. In Blindenmarkt nahm die FPÖ mit 32,95 Prozent der SPÖ ein Mandat ab. Auch in Droß etablierte sich die FPÖ mit 26,48 Prozent (+1 Mandat) als zweitstärkste Partei und überholte damit die SPÖ. Beachtenswert war der Erfolg der FPÖ in Kirchschlag, wo sie bisher nicht im Gemeinderat vertreten war und mit 25,50 Prozent der ÖVP nicht weniger als 4 Mandate abnahm. Auch in Kaumberg kam die FPÖ auf 25,00 Prozent und den Gewinn von 2 Mandaten zu Lasten der ÖVP.
In Retz musste die FPÖ mit nur 3,34 Prozent aus dem Gemeinderat ausscheiden, ebenso wie in Herrnbaumgarten (3,37) und Annaberg (3,87). Den Einzug in den Gemeinderat verpasste die FPÖ weiters in Puchenstuben (2,29 Prozent), Obersiebenbrunn (2,50), Groß-Schweinbarth (2,58), Fischamend (2,67), Ramsau (2,89), Unterstinkenbrunn (3,00), Aggsbach (3,13), Sigmundsherberg (3,28), Sonntagberg (3,60), Japons (3,88), Willendorf (3,88), Gießhübl (3,89), Neusiedl an der Zaya (3,99), Mauerbach (4,14), Jedenspeigen (4,15), Ernsthofen (4,22 / −1 Mandat), Markersdorf-Haindorf (4,32), Staatz (4,69), Stetteldorf am Wagram (4,83 / −1 Mandat) und Au am Leithaberge (4,89 / −2 Mandate).

### Grüne und Listen
Geradezu sensationell fiel der Wahlerfolg der Grünen in Breitenfurt bei Wien aus, wo sie um 17,99 Prozent auf nunmehr 31,19 Prozent zulegten. Dadurch nahmen sie der ÖVP 4 und der FPÖ 1 Mandat ab und sind nunmehr mit 9 Mandaten zweitstärkste Partei hinter der ÖVP. Auch in der Bezirkshauptstadt Mödling fiel der Erfolg der Grünen mit 23,79 Prozent (+5,85) und dem Gewinn von 2 Mandaten ausgezeichnet aus. Damit überholten sie auch die SPÖ und sind nunmehr zweitstärkste Fraktion. Ebenso überraschend war der Erfolg in Biedermannsdorf, wo die Grünen bei der letzten Wahl nicht kandidierten und auf Anhieb 21,01 Prozent und 4 Mandate erreichten. In Emmersdorf an der Donau gelang den Grünen mit 20,12 und 4 Mandaten ein ebensolcher Erfolg. In Schwechat konnten die Grünen 20,64 Prozent (+8,51) erreichten und die Mandatszahl auf nunmehr 8 Mandate verdoppelte. Schließlich übersprangen die Grünen auch in Ulrichskirchen-Schleinbach mit 20,01 Prozent (+2 Mandate) die 20-Prozent-Hürde.
Nichts zu jubeln gab es für die Grünen in Ybbs an der Donau, wo sie mit nur 1,40 Prozent das geringste Wahlergebnis zu verzeichnen hatten. Damit verloren sie auch ihr bisher einziges Mandat. Dahinter folgen Gmünd (1,83), Orth an der Donau (3,41 / −1 Mandat), Ebreichsdorf (3,92), Gaweinstal (3,92), Traisen (3,98), Traismauer (3,98 / +1 Mandat), Waldegg (4,05 / −1 Mandat), Altlengbach (4,24), Gloggnitz (4,25), Traiskirchen (4,27) und Annaberg (4,40). Besonders herb für die Grünen war auch der Verlust in Trumau, wo sie nur 4,57 Prozent erreichten und dadurch nicht weniger als 11,46 Prozent und 2 Mandate verloren.
Völlig unerwartet kam der Erfolg für die Grünen offensichtlich in Heiligenkreuz und Kirchstetten. In beiden Gemeinden erreichten sie zwei Mandate, können aber das zweite Mandat nicht besetzen, da sie nur einen Kandidaten genannt hatten. Da Nachnennungen gemäß der Niederösterreichischen Gemeinderatswahlordnung nicht möglich sind, bleibt in beiden Gemeinden das zweite Mandat unbesetzt.

### Neos und Listen
Den größten Zuspruch hatten die Neos, die 2015 zum ersten Mal antraten, in Pyhra, wo sie beachtliche 18,08 Prozent erreichten und mit 4 Mandataren in den Gemeinderat einzogen. In Michelbach kamen sie auf 15,35 Prozent und 2 Gemeinderatssitze. In Guntramsdorf kamen die Neos auf 10,00 Prozent, ziehen aber mit 3 Mandaten in den Gemeinderat ein.

### Namenslisten
Den höchsten Stimmenanteil bei den Listen erreichte in Zillingdorf die Liste Zillingdorf Zuerst. Diese erreichte schon bei der Wahl 2010 53,24 Prozent und 11 Mandate. Diesen Vorsprung konnte sie 2015 noch steigern und erreichte 66,03 Prozent. Damit hält die Liste Zillingdorf Zuerst nunmehr 14 von 21 Mandaten.
In Blumau-Neurißhof konnte die Parteiunabhängige Liste Gernot Pauer ihren Anteil von 50,84 auf 61,99 Prozent steigern und 2 Mandate dazu gewinnen.
Die absolute Mehrheit konnte in Kasten bei Böheimkirchen die Initiative Kasten erreichen. Sie erreichte schon 2010 die mit 43,75 Prozent relative Mehrheit und konnte diese um 13,41 Prozent auf nunmehr 57,16 Prozent steigern und halten nunmehr 11 von 19 Mandaten.
Einen herben Verlust musste in Leobersdorf die Liste Zukunft Leobersdorf hinnehmen, die 8,31 Prozent und 2 Mandate verlor. Mit 56,30 Prozent ist sie aber weiterhin die deutlich stärkste Fraktion in der Gemeinde.
In Enzesfeld-Lindabrunn musste die Liste Schneider den Verlust von 3,67 Prozent hinnehmen, verlor dabei aber kein Mandat. Mit 52,35 Prozent hält sie auch weiterhin die absolute Mehrheit.
Sensationell war der Erfolg der Liste Miteinander für Laab in Laab im Walde. Peter Klar konnte die Bewegung auf Anhieb an die Spitze führen. Mit 48,18 Prozent und 10 von 19 Mandaten wird der neue Bürgermeister Peter Klar heißen und damit Peter Wimmer ablösen, dessen ÖVP 34,31 Prozent und 7 von 14 Mandaten verlor.
Eindeutiger Wahlsieger in Achau wurde die Bürgerliste, die ihren Anteil um 20,72 Prozent auf nunmehr 45,33 Prozent steigerte und damit den beiden Großparteien ÖVP und SPÖ jeweils 2 Mandate abnahm. Mit nunmehr 9 Mandaten wird sie auch den Bürgermeister stellen.
Völlig umgedreht wurden die Mehrheitsverhältnisse in Gloggnitz. Schon bei der Gemeinderatswahl 2010 kam die Liste Wir für Gloggnitz – Liste Gölles auf Anhieb auf 27,93 Prozent und 8 von 29 Mandate und stellte mit Irene Gölles die Bürgermeisterin. 2015 nahm sie der SPÖ 5 und der ÖVP 1 weitere Mandate ab und ist nunmehr mit 44,02 Prozent und 13 Mandaten klar voran.
Die Liste Flammer musste in Bad Vöslau zwar 7,55 Prozent abgeben und verlor dadurch 3 Mandate, hält aber noch immer mit 49,86 Prozent und 19 von 37 Mandaten die absolute Mehrheit.
Im benachbarten Baden legte die Liste Wir Badener – Bürgerliste Jowi Trenner mit dem mit Ex-Bürgermeister August Breininger als Spitzenkandidat um 3 Mandate zu. Mit 23,26 Prozent (+5,47) überholte sie die SPÖ, die auf 18,21 Prozent zurückfiel, und positionierte sich als zweitstärkste Fraktion in der Stadtgemeinde.
Ebenso spannend wird es in Furth an der Triesting, wo die Liste Furth aktiv der ÖVP 2 Mandate abnahm und mit dieser gleich zog. Zünglein an der Waage wird damit die SPÖ, die zwar nur 1 Mandat hat, aber als Koalitionspartner gebraucht wird.
Alles offen ist nach der Wahl in Bad Deutsch Altenburg, wo die Liste Ernest Windholz - Team Altenburg ihren Anteil um 13,32 Prozent auf 37,56 Prozent und 7 Mandate (+2) erhöhte und damit die bisher regierende SPÖ, die 16,69 Prozent und 3 Mandate verlor, überholte. Da die insgesamt 19 Mandate auf 5 Listen verteilt sind, wird sich ein spannendes Rennen um den Bürgermeistersessel entwickeln.
In Leitzersdorf konnte die Bürgerinitiative von der SPÖ, die nicht mehr antrat, ein Mandat dazu gewinnen und damit die ÖVP überholen. Da die Bürgerliste mit Franz Schöber schon bisher die Bürgermeister stellte, wird sich an der Gemeindeführung keine Änderung ergeben.
In Alberndorf im Pulkautal, wo die Heimatliste die absolute Mehrheit hatte, verlor diese 18,91 Prozent und 3 Mandate und wurde dadurch von der ÖVP überholt. Damit sind auch die Tage von Bürgermeister Johann Neubauer, der seit 1995 die Gemeinde führte, gezählt.
20.904 Bewohner (laut Volkszählung 2011) oder 1,37 % bekommen einen Listen-Bürgermeister.

## Auswirkungen
Bereits am Abend des Wahltags erfolgte der erste Rücktritt. Der Wiener Neustädter Bürgermeister Bernhard Müller übernahm die volle Verantwortung dafür, dass die SPÖ nach 70 Jahren erstmals die absolute Mehrheit verlor. Sie gab 8,12 Prozent der Stimmen ab und hält nur mehr bei 40,30 Prozent. Durch den Verlust von 4 Mandaten hat die SPÖ nur mehr 17 von 40 Mandaten. Bereits 2010 sackte die SPÖ von 61,58 auf 48,42 Prozent ab, hielt aber noch immer 21 Mandate. Maßgeblich für die Verluste war das Antreten von Klaus Schneeberger. Der Obmann des ÖPV-Landtagsklubs führte die ÖVP von 24,52 auf nunmehr 33,94 Prozent, womit die ÖVP 4 Mandate gewann. Mit den 14 Mandaten erhob Schneeberger die Anwartschaft auf den Posten des Bürgermeisters. Wiener Neustadt standen damit nach dem Wahlkampf – zehn Parteien traten an – spannende Verhandlungen mit der FPÖ (5 Mandate), den Grünen (2), der Liste Sluka-Grabner (1) und der Liste Haberler (1) um den Bürgermeisterposten bevor. Am 15. Februar 2015 wurde bekannt, dass Klaus Schneeberger neuer Bürgermeister von Wiener Neustadt werden soll.

### Mehrheitswechsel
Insgesamt kam es in 24 Gemeinden zu einem Wechsel der Mehrheiten:
- Mehrheitswechsel von ÖVP zu SPÖ: Böheimkirchen, Maria Lanzendorf, Kreuzstetten
- Mehrheitswechsel von Liste zu SPÖ: Ebreichsdorf (von ÖVP-naher Liste Die Bürgerliste)
- Mehrheitswechsel von SPÖ und Listen zu ÖVP: Altlengbach, Gänserndorf, Götzendorf an der Leitha, Groß-Schweinbarth, Haslau-Maria Ellend, Hennersdorf, Nappersdorf-Kammersdorf, Neunkirchen, Oberwaltersdorf, Sonntagberg, Waldegg, Wöllersdorf-Steinabrückl, Zeiselmauer-Wolfpassing
- Mehrheitswechsel von Liste zu ÖVP: Alberndorf im Pulkautal (von Heimatliste)
- Mehrheitswechsel von ÖVP zu Listen: Laab im Walde (Liste Miteinander für Laab), Schönkirchen-Reyersdorf (ÖVP-nahe Liste Unabhängige Bürgerliste Team Bürgermeister Peter Hofinger), Tullnerbach (ÖVP-nahe Liste Novomestsky)
- Mehrheitswechsel von SPÖ zu Listen: Achau (Liste Bürgerliste Achau), Bad Deutsch-Altenburg (Liste Ernest Windholz – Team Altenburg), Gloggnitz (Liste Wir für Gloggnitz – Liste Gölles)